# Uršula Kluková
Uršula Kluková (* 17. srpna 1941 Neurode, dnes Nowa Ruda v Polsku) je česká herečka.

## Životopis
Její rodina pochází z Prahy, ale narodila se v Nové Rudě, v tehdy německém okrese Kladsko, které od roku 1945 náleží k Polsku. Při křtu dostala jméno Ursula Maria Kluka; své dětství a mládí strávila v Broumově. Původním povoláním je dětská sestra – vystudovala Střední zdravotnickou školu v Trutnově a začala pracovat jako dětská zdravotní sestra.
Záhy se začala věnovat divadlu a roku 1958 v Broumově pomáhala založit amatérský soubor Kladivadlo, vedený Pavlem Fialou a Milošem Dvořákem; soubor se profesionalizoval a rozšířil své působení také do Kadaně a Ústí nad Labem. Má jediného syna Jakuba Jukla z druhého manželství 
Po nuceném cenzorském zrušení Kladivadla roku 1971 dále působila v ústeckém Činoherním studiu (1972–1974). Od poloviny 70. let pak vystupovala v Praze. Hrála i v těchto divadlech: Divadlo Ateliér, Semafor, Divadlo Jiřího Grossmanna, Prozatímní divadlo F. R. Čecha, dále v Divadle Pavla Trávníčka, v Rokoku a divadle Bez hranic a v současnosti[kdy?] s Agenturou Šimona Pečenky. V minulosti se věnovala józe a devět let bývala vegetariánkou. Věnuje se výkladu z karet a esoterikou.  

## Filmografie
- 2020 Modrý kód (TV seriál) (epizodní role)[5]
- 2019	Léto s gentlemanem (TV film)
- 2013	Doktoři z Počátků (TV seriál)
- 2012	Školní výlet
- 2011	Saxána a Lexikon kouzel
- 2009	Pamětnice
- 2000	Pra pra pra (TV seriál)
- 1997	Četnické humoresky (TV seriál)
- 1996	Hospoda (TV seriál)
- 1994	O zvířatech a lidech (TV seriál)
- 1993	Arabela se vrací aneb Rumburak králem Říše pohádek (TV seriál)
- 1993	Deset malých běloušků (TV film)
- 1992	Uctivá poklona, pane Kohn (TV seriál)
- 1991	Hodina obrany (TV film)
- 1990	O zapomnětlivém černokněžníkovi
- 1989	Dva lidi v zoo
- 1989	Foukaliště (TV film)
- 1989	Něžný barbar
- 1989	Policejní zpravodajská služba (TV seriál)
- 1989	Případ pro zvláštní skupinu (TV seriál)
- 1989	Útěk ze seriálu (TV film)
- 1989	V tomhle zámku straší, šéfe! (TV film)
- 1988	Druhý dech (TV seriál)
- 1988	Na dvoře je kůň, šéfe! (TV film)
- 1988	O kouzelnici Klotýnce (TV film)
- 1988	O princi Bečkovi (TV film)
- 1988	Sedem jednou ranou
- 1987	Fanynka (TV film)
- 1987	O princezně na klíček (TV film)
- 1986	Velká filmová loupež
- 1985	Synové a dcery Jakuba skláře (TV seriál)
- 1984	Bambinot (TV seriál)
- 1984	Prodavač humoru
- 1984	Šéfe, jdeme na to! (TV film)
- 1984	Záviš kontra Březinová (divadelní záznam)
- 1982	Babička se zbláznila (TV film)
- 1982	Když rozvod, tak rozvod
- 1982	O brokátové růži a slavíku z perleti (TV film)
- 1982	Šéfe, to je věc! (TV film)
- 1981	Vdova po dvou mužích (TV film)
- 1980	Loupežnická pohádka (TV film)
- 1980	Zabijačka (TV film)
- 1979	Bílá kočička (TV film)
- 1979	Zkoušky z dospělosti (TV seriál)
- 1977	Jen ho nechte, ať se bojí
- 1977	Nemocnice na kraji města (TV seriál)
- 1975	Tam, kde hnízdí čápi

### Dokumentární
- 2006	13. komnata Luďka Soboty (TV film)
- 2005	Šimek šoumen (TV film)
- 2002	Příběhy slavných (TV seriál)
- 2000	První pomoc (TV seriál)

### TV pořady
- 2013	Barrandovská abeceda (TV pořad)
- 2013	Sejdeme se na Cibulce (TV pořad)
- 2011	Barrandovský videostop (TV pořad)
- 2011	Talk Show Jiřího Krampola (TV pořad)
- 2009	Silvestr 2009 – Pojďte dál…. (TV pořad)
- 2007	Dobrá rada nad zlato (TV pořad)
- 2006	Hitparáda televizní zábavy (TV pořad)
- 2005	Žáci „pedagoga“ Šimka (TV pořad)
- 2003	Silvestrovské taneční hodiny (TV pořad)
- 1999	Zlatá mříž (TV pořad)
- 1998	Nikdo není dokonalý (TV pořad)
- 1997	Úsměvy (TV pořad)
- 1994	Kavárna u Uršuly (TV pořad)
- 1993	O poklad Anežky české (TV pořad)
- 1989	Chalupa na horách Kavčích (TV pořad)
- 1987	Zajíc v pytli (TV pořad)
- 1982	Možná přijde i kouzelník (TV pořad)
- 1979	Jarní výlet (TV pořad)
- 1978	Silvestr hravý a dravý (TV pořad)